# Parastephos esterlyi
Parastephos esterlyi is een eenoogkreeftjessoort uit de familie van de Stephidae. De wetenschappelijke naam van de soort is voor het eerst geldig gepubliceerd in 1988 door Fleminger.